# Tired of Wandering
Tired of Wandering — студійний альбом американського блюзового гітариста Арбі Стідгема, випущений у 1961 року лейблом Bluesville.

## Опис
Записаний на дочірньому лейблі Prestige Bluesville у 1960 році, за вісім років до смерті Стідгема, Tired of Wandering є одним з найкращих його альбомів. У сесії взяли також участь відомий тенор-саксофоніст Кінг Кертіс (який на той час записувався на Prestige як соліст), піаніст Джон Райт, контрабасист Леонард Гаскін (штатний музикант Prestige) та ударник Армонд Джексон.
Альбом складається переважно з пісень Стідгема, серед яких інтерпретація його найбільшого хіта 1948 року «My Heart Belongs to You», «Last Goodbye Blues» Джо Тернера і «Pawn Shop» Брауні Макгі.

## Список композицій
1. «Last Goodbye Blues» (Джо Тернер) — 3:02
2. «You Can't Live in This World by Yourself» (Арбі Стідгем) — 3:57
3. «Pawnshop» (Брауні Макгі) — 6:57
4. «Tired of Wandering» (Арбі Стідгем) — 3:10
5. «I Wan't to Belong to You» (Арбі Стідгем) — 3:08
6. «Wee Baby Blues» (Піт Джонсон, Арбі Стідгем) — 5:28
7. «You Keep Me Yearning» (Арбі Стідгем) — 2:34
8. «My Heart Will Always Belong to You» (Кеннет Крауч, Арбі Стідгем) — 3:36
9. «People, What Would You Do» (Арбі Стідгем) — 3:14
10. «Teenage Kiss»  — 2:19

## Учасники запису
- Арбі Стідгем — гітара, вокал
- Кінг Кертіс — тенор-саксофон
- Джон Райт — гітара
- Леонард Гаскін — контрабас
- Армонд Джексон — ударні

Технічний персонал
- Руді Ван Гелдер — інженер